# Umak
Umak (en aleutià: Uhmax̂) és una illa que forma part del grup de les illes Andreanof, al sud-oest de les illes Aleutianes, Alaska. Es troba entre les illes Little Tanaga i Chugul. Té una llargada d'11,7 quilòmetres i 7,8 quilòmetres d'amplada. La seva alçada màxima és de 117 metres.